# 佑胜教寺
佑胜教寺，位于北京市通州区大成街1号，是一座汉传佛教寺院。

## 简介
通州旧城北部的大成街北侧（原来是北京花丝镶嵌厂厂址，现为通州区大成街1号院，位于司空小区北侧），儒教的文庙（又称“学宫”）、佛教的佑胜教寺（俗称“塔庵”）、道教的紫清宫（俗称“红孩儿庙”）这三座独立的寺庙，呈“品”字形排列在通州州治衙署西围墙旁边，佑胜教寺西侧还有燃灯佛舍利塔，从而形成“三庙一塔”古建筑群，地处京杭大运河北端的西畔，通惠河河口的南岸，是2008年北京奥运会时的北京人文奥运六大景区之一。
根据史料记载，胜教寺是通州区修建时间较早的佛教寺院，应与燃灯佛舍利塔同建。（燃灯佛舍利塔建于北周以前，北周建成的通州塔不叫舍利塔，而是一座镇水用的土塔，后来土塔迅速消失，辽朝在北周土塔的旧基上重建为砖塔，即如今的燃灯佛舍利塔。）
2012年11月29日，佑胜教寺宗教活动场所颁证仪式暨全堂佛像开光盛典举行，该寺住持释然教代表该寺僧团接受了通州区民宗办颁发的“宗教活动场所证书”，该寺从而正式恢复为宗教活动场所，成为北京市佛教协会所属的第22个宗教活动场所，也是通州区第一个恢复为宗教活动场所的佛寺。
2013年3月9日，北京市佛教协会副会长、北京通教寺住持释思智，参访佑胜教寺。释然教对释思智的到来表示欢迎，并且为她介绍了佑胜教寺的情况。